# Gerichtsbezirk Fügen
Der Gerichtsbezirk Fügen war ein dem Bezirksgericht Fügen unterstehender Gerichtsbezirk im österreichischen Bundesland Tirol. Der Gerichtsbezirk wurde per 31. Mai 1923 aufgelassen und das zugehörige Gebiet dem Gerichtsbezirk Zell am Ziller zugeschlagen.

## Geschichte
Der Gerichtsbezirk Fügen wurde durch eine 1849 beschlossene Kundmachung der Landes-Gerichts-Einführungs-Kommission geschaffen und umfasste ursprünglich die zehn Gemeinden Fügen, Fügenberg, Gattererberg, Hart, Pongratzenberg, Ried, Schlitters, Stumm, Stummerberg und Uderns.
Der Gerichtsbezirk Fügen bildete im Zuge der Trennung der politischen von der judikativen Verwaltung
ab 1868 gemeinsam mit den Gerichtsbezirken Zell und Schwaz den Bezirk Schwaz.
Mit der Verordnung der Bundesregierung vom 29. März 1923 wurde der Gerichtsbezirk Fügen aufgelöst und sein Gebiet dem Gerichtsbezirk Zell zugeschlagen. Per 1. Juni 1923 wurden dadurch alle zum Gerichtsbezirk Fügen gehörigen Gemeinden Teil des Gerichtsbezirks Zell.

## Gerichtssprengel
Der Gerichtssprengel Fügen umfasste unverändert bis 1923 dieselben zehn Gemeinden wie 1849:
Fügen, Fügenberg, Gattererberg, Hart, Pongratzenberg, Ried, Schlitters, Stumm, Stummerberg und Uderns.